# マティルド (小惑星)
マティルド またはマチルダ またはマチルデ（253 Mathilde）は小惑星帯に位置する小惑星。1885年11月12日に、ウィーンでヨハン・パリサによって発見された。軌道計算をしたパリ天文台のスタッフ V. A. Lebeuf によって命名された。パリ天文台の副台長を務めていた天文学者モーリス・ローイの妻の名前にちなんだものと考えられている。
1997年6月、(433) エロスへ向かう途中の探査機「NEAR」によって観測が行われた。これは原始的なC型小惑星で、探査機が訪れた最初のC型小惑星である。
2004年と2006年に福島県で掩蔽（えんぺい）が観測された。

## 概要
マティルドはとても暗く、炭素質コンドライトと同じ組成でできていると考えられている。しかしNEARによって計測された密度はコンドライトの半分以下の1,300 kg/m3しかなく、これはこの小惑星がラブルパイルであることを示していると思われる。同じような現象は (45) ウージェニア、(90) アンティオペ、(87) シルヴィア、(121) ヘルミオネなどの小惑星でも見られる。
NEARによる近赤外分光観測により、マティルド表面にはフィロケイ酸塩が認められた。このことは、マティルドが CI1 ないし CM2 コンドライトで観察されるような水質変成作用を経験したことを示している。
マティルドにはかなり大きなクレーターがいくつもあり、中でもKaroo クレーター (33.4 km) とIshikari クレーター (29.3 km)は小惑星の平均半径よりも大きい。クレーター部分も明るさや色が変わらないことから、この小惑星は内部まで均質な物質でできていると推定される。
きわめて小規模な小惑星族を代表する小惑星とされることがある。この族の軌道は離心率の大きな楕円で、メインベルトの外縁部まで延びている。
また、マティルドは自転が最も遅い小惑星（自転周期17日）の一つでもある。そのためNEARは表面の全てを撮像できず、画像は表面の60%をカバーするにとどまった。このような遅い自転の小惑星は、衛星の存在によって説明できる場合がある。しかしながら、NEARが撮影した画像からは、マティルド半径の20倍以内の領域に直径10 km以上の衛星は確認されていない。

## クレーター

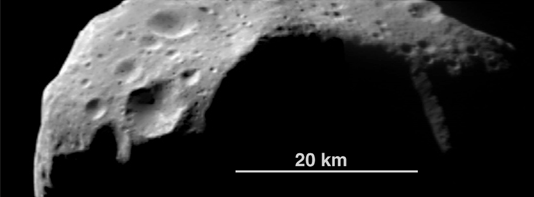
ダーモーダル、マティルドのクレーターの一つ、直径約20km

マティルドが炭素化合物に富むC型小惑星であることから、マティルドのクレーターの名称は、地球にある炭田または炭鉱から命名されることと定められている。日本からは、Ishikari（石狩）が命名されている。